# Lupin III: The First
Lupin III: The First (Japonés:  ルパン三世 THE FIRST ;  Hepburn: Rupan Sansei: The First?), es la novena película que adapta la historia del manga Lupin III escrito por Monkey Punch. Dirigida por Takeshi Koike y producida por TMS Entertainment, combina los géneros de acción, comedia y aventura.
La película en CGI se estrenó en Tokyo Midtown Hibiya el 18 de octubre de 2019, en Japón el 6 de diciembre de 2019 y en los Estados Unidos el 18 de octubre de 2020.

## Argumento
El diario Bresson es el único tesoro que el legendario ladrón de guante blanco Arsenio Lupin no pudo robar en toda su vida. Según la leyenda, aquel que sea capaz de desentrañar sus secretos podrá adquirir una inmensa fortuna. Tras poner los ojos en ese objetivo legendario, Lupin conoce a Leticia, una joven que ama la arqueología, y ambos deciden trabajar juntos para resolver el misterio. Sin embargo, Lambert, un investigador de una organización secreta que también busca el diario Bresson, y Gerald, un hombre misterioso que mueve los hilos de la organización se interponen en su camino. Desde París hasta México pasando por Brasil tiene lugar una caza del tesoro a una escala mundial.
En la historia aparecen nazis buscando un objeto de poder.

## Personajes
- Arsenio Lupin III: es el nieto de Arsenio Lupin. Es el ladrón de guante blanco más buscado del mundo y habitualmente en sus aventuras él y sus compañeros frustran a otros criminales. A veces aparenta ser un incompetente, pero es solo una fachada. Ha sido detenido y encarcelado en varias ocasiones, pero siempre ha logrado escapar. Su encaprichamiento con Mina Fujiko es quizás su debilidad más grande, lo que le lleva situaciones indeseables.
- Jigen Daisuke : ex guardaespaldas de varios mafiosos. Puede disparar en 0.3 segundos y con asombrosa exactitud. Prefiere ocultar sus ojos debajo de su sombrero, para darle un aspecto más enigmático. Su sombrero es además un elemento importante en su exactitud de tiro porque lo usa para apuntar al objetivo. Su arma predilecta es un S&W Modelo 29.
- Ishikawa Goemon XIII: es la 13.ª generación de samuráis renegados que comenzó con la figura legendaria de Ishikawa Goemon. Tiene una espada llamada Zantetsuken, con la que puede cortar casi todo. Por lo general la usa para cortar objetos inanimados, algo que considera indigno de su lámina y a menudo murmura: "Otra vez he cortado un objeto sin valor".
- Mina Fujiko: es la obsesión  amorosa de Lupin. A veces, es una socia más en los planes de Lupin pero también una rival, ya que sabe perfectamente que el encaprichamiento de Lupin y su poca voluntad serán suficientes para perdonarla. Es una persona sumamente inteligente y hábil y usará sus encantos femeninos para conseguir lo que ella quiere de cualquier hombre. También es experta en armas de fuego y en disfraces. Hace cualquier cosa por ganar un pedazo del botín, incluso hacer tratos con Zenigata o con algún rival de Lupin.
- Inspector Zenigata: es un inspector de policía que trabaja para la Interpol. Inspirado en el famoso personaje japonés Heiji Zenigata, ha hecho la misión de su vida el arrestar a Lupin.